# Maerua salicifolia
Maerua salicifolia är en kaprisväxtart som beskrevs av Hiram Wild. Maerua salicifolia ingår i släktet Maerua och familjen kaprisväxter. Inga underarter finns listade i Catalogue of Life.